# Русское Тимошкино
Русское Тимошкино — село в Барышском районе Ульяновской области. Входит в состав Ленинского городского поселения.

## География
Населённый пункт расположен на реке Барыш в 34 километрах к юго-западу от города Барыш — административного центра района. Расстояние до Ульяновска — 143 километра.

### Часовой пояс
Русское Тимошкино, как и вся Ульяновская область, находится в часовой зоне МСК+1. Смещение применяемого времени относительно UTC составляет +4:00.

## История
К 1913 году в селе располагались церковь, школа, волостное правление.
До 2005 года входило в состав ныне упразднённого Головцевского сельсовета.

## Население
| 2010 |
| ---- |
| 31   |

Согласно статистическим данным, в 1913 году в селе было 127 дворов, проживало 764 жителя (русские). Население в 1996 году — 94 человека, преимущественно русские. В 2002 году в селе проживало 70 человек, русские (100 %).

## Известные люди
- Щёголев Иван Андреевич — художник[6][7].

## Достопримечательности
- Исток реки Барыш — ООПТ Ульяновской области[8].

## Инфраструктура
В селе расположена всего одна улица — Мира.